# 阿尔蒂 (漫画)
《阿爾蒂》（日语：アルテ）是日本漫畫家大久保圭創作的日本漫畫作品。故事設定在16世紀義大利的文藝復興時期（即義大利文藝復興）。2013年開始在North Stars Pictures《月刊COMIC ZENON》12月號（2013年10月25日發行）連載。單行本已發行到21冊完結。
2014年於「NEXT BREAK 漫畫RANKING」中獲得第15名。

## 故事簡介
在16世紀的義大利佛羅倫斯，阿爾蒂是沒落貴族司帕勒提家庭的繼承人。從童年時代起，阿爾蒂就展現非凡的繪畫天賦，但是她的父親去世後，她的母親試圖強迫她放棄對藝術的熱愛，並且要求她找個青年才俊成婚，以盡女人本份。然而，阿爾蒂不願放棄自己的夢想，她四處找畫家拜師，並希望自己有一天成為獨當一面的大師畫家。雖然許多畫家都不屑收女人為徒，但是她堅定的決心吸引了年輕又著名的畫家利奧的注意。利奧收她為徒，不幸的是，隨著時光的流逝，阿爾蒂發現她自己愛上了利奧，並且被迫在她個人的藝術夢想和愛情之間做出選擇。

## 登場人物
阿爾蒂·司帕勒提（聲：小松未可子）
佛羅倫斯沒落貴族司帕勒提家庭的繼承人。從小展現非凡繪畫天賦並跟著家教學畫，但在父親去世後，她的母親逼她放棄夢想並找個優秀的男性結婚，阿爾蒂因而拜師在利奧門下並離家出走。她堅持自我、力圖獨立生活的價值觀與當時社會對女性的要求不符，再加上社會規範使然，因此她屢遭挫折。卻後來愛上了自己的師傅利奧。後期回歸處於战争时期的佛羅倫斯（意大利战争），再次見到利奧，並提議對方和自己結婚。
角色原型为16世纪的著名女性画家索福尼斯巴·安圭索拉。
利奧（聲：小西克幸）
乞丐出身的年輕畫家。剛開始看不慣貴族出身的阿爾蒂，假意收留她並派她做艱難的雜事，想讓她知難而退，但她在努力工作的阿爾蒂身上看見自己過去的影子，因此正式收她為徒。
雖然正式收她為徒，但對阿爾蒂在工作上仍舊相當嚴格，後期對阿爾蒂做為畫家的實力給予肯定，阿爾蒂前往威尼斯期間，雖然表面不在乎但仍暗自感到失落。後期處於战争时期的佛羅倫斯（意大利战争），再次見到阿爾蒂。

### 佛羅倫斯
維羅妮卡（聲：大原沙耶香）
佛羅倫斯最受歡迎的交際花。她學識廣泛，有著大量的仰慕者，不時會舉辦沙龍。她很中意阿爾蒂的性格，並讓她為自己畫肖像畫，而這也是阿爾蒂的首部作品，事後成為阿爾蒂第一位女性友人。
後期战争时期因患上紅皮症而使得往日的美貌变得丑陋。
安傑洛·帕克（聲：榎木淳彌）
雕刻家學徒。出身小康，父親是公務員，家中有五位姊妹。他對阿爾蒂有好感並多次想幫助她，但都被阿爾蒂回絕，兩人在之後保持友誼。
在認識阿爾蒂前，回家常被五位姊妹甚至是其母使喚幫忙做事，但在認識辛勤工作的阿爾蒂後，在一次回家後跟家中姊妹們說希望她們可以開口要他幫忙前，先自己動手做做看。
後期因受到战争的影响而被逼离开佛羅倫斯，与妲嘉结为夫妻。目前住在附近的城市与妲嘉一起生活。
烏伯蒂諾（聲：秋元羊介）
利奧在佛羅倫斯的老客戶之一，但每次提出的要求都讓利奧感到頭痛，被利奧認定是難搞的客人，但其實暗中很照顧利奧，將利奧視為自己的兒子一般，後期對努力在利奧底下工作的阿爾蒂也給予關注。
在第75话病逝，临终前对利奧说必须要活下去。对于没能遇见阿爾蒂最后一面而感到遗憾。
妲嘉（聲：安野希世乃）
在阿爾蒂那裡學會讀書寫字的朋友。
後期与安傑洛结婚，因受到战争的影响而被逼离开佛羅倫斯。目前住在附近的城市与安傑洛一起生活。
西爾維奧樞機

### 威尼斯
尤里（聲：鳥海浩輔）
威尼斯的貴族和商人。長相帥氣，本身個性看似溫和但仍會暗中算計一切對自己有利的事，連阿爾蒂的師父利奧都覺得面對他會感到有些棘手，從威尼斯來到佛羅倫斯時聽聞到阿爾蒂的傳聞，自此開始對她感興趣，並軟硬兼施的要阿爾蒂為他所用。
後來幫阿爾蒂擺平利奧師父女兒的遺產問題，成功讓阿爾蒂跟他到威尼斯工作，不過後期在阿爾蒂的堅持和決心下，還是讓她回去佛羅倫斯。
卡塔莉娜（聲：M·A·O）
尤里在威尼斯的小姪女。與自己的父母之間存有隔閡，一開始對來自佛羅倫斯的阿爾蒂很不友善，但在相處之下漸漸對阿爾蒂敞開心房，本身有習慣研究料理的嗜好，甚至其廚藝也被尤里所認可，後期邀發現自己秘密的阿爾蒂前來用餐。
阿爾蒂回去佛羅倫斯後持續有書信往來，並期許自己有一天可以親自來佛羅倫斯探望阿爾蒂。

### 卡斯提爾
伊莉娜

## 出版書籍
| 冊數 | North Stars Pictures | North Stars Pictures   | 尖端出版       | 尖端出版               |
| 冊數 | 發售日期             | ISBN                   | 發售日期       | ISBN                   |
| ---- | -------------------- | ---------------------- | -------------- | ---------------------- |
| 1    | 2014年4月19日        | ISBN 978-4-19-980203-4 | 2020年3月23日  | ISBN 978-9-57-108813-6 |
| 2    | 2014年11月20日       | ISBN 978-4-19-980242-3 | 2020年3月23日  | ISBN 978-9-57-108814-3 |
| 3    | 2015年6月20日        | ISBN 978-4-19-980275-1 | 2020年5月6日   | ISBN 978-9-57-108903-4 |
| 4    | 2015年11月20日       | ISBN 978-4-19-980309-3 | 2020年5月20日  | ISBN 978-9-57-108904-1 |
| 5    | 2016年6月20日        | ISBN 978-4-19-980348-2 | 2020年7月9日   | ISBN 978-9-57-108971-3 |
| 6    | 2017年1月20日        | ISBN 978-4-19-980391-8 | 2020年8月18日  | ISBN 978-9-57-109038-2 |
| 7    | 2017年7月20日        | ISBN 978-4-19-980431-1 | 2020年10月15日 | ISBN 978-9-57-109113-6 |
| 8    | 2018年1月20日        | ISBN 978-4-19-980473-1 | 2020年12月17日 | ISBN 978-9-57-109250-8 |
| 9    | 2018年7月20日        | ISBN 978-4-19-980504-2 | 2021年3月30日  | ISBN 978-9-57-109288-1 |
| 10   | 2019年1月19日        | ISBN 978-4-19-980473-1 | 2021年5月13日  | ISBN 978-9-57-109977-4 |
| 11   | 2019年7月20日        | ISBN 978-4-19-980582-0 | 2021年8月17日  | ISBN 978-6-26-308896-2 |
| 12   | 2020年1月20日        | ISBN 978-4-19-980611-7 | 2021年9月17日  | ISBN 978-6-26-316047-7 |
| 13   | 2020年4月20日        | ISBN 978-4-86720-015-5 | 2022年1月18日  | ISBN 978-6-26-316388-1 |
| 14   | 2021年1月20日        | ISBN 978-4-86720-191-6 | 2023年3月17日  | ISBN 978-6-26-356330-8 |
| 15   | 2021年8月20日        | ISBN 978-4-86720-256-2 | 2024年9月19日  | ISBN 978-6-26-403143-1 |
| 16   | 2022年3月19日        | ISBN 978-4-86720-315-6 | 2025年5月29日  | ISBN 978-6-26-403807-2 |
| 17   | 2022年11月18日       | ISBN 978-4-86720-441-2 |                |                        |
| 18   | 2023年8月19日        | ISBN 978-4-86720-533-4 |                |                        |
| 19   | 2024年4月19日        | ISBN 978-4-86720-636-2 |                |                        |
| 20   | 2024年10月19日       | ISBN 978-4-86720-697-3 |                |                        |
| 21   | 2025年8月20日        | ISBN 978-4-86720-795-6 |                |                        |

## 電視動畫
2020年4月4日至6月20日在TOKYO MX等台首播。故事改編至漫畫原作第8冊的第37話為止。動畫版最終話的劇情朝著由於利奧病倒，阿爾蒂接管了利奧委託協會的天井畫，並與畫家的門徒一起繪製的動畫原創故事展開。

### 製作人員
- 原作：大久保圭
- 導演：濱名孝行
- 劇本統籌：吉田玲子
- 時代考證：鈴木貴昭
- 人物設定、總作畫監督：宮川智惠子
- 副人物設定：宮地聰子
- 道具設定：岡戶智凱、岩畑剛一
- 美術設定：吉原一輔
- 美術監督：SCOTT MACDONALD
- 圖形監修：益田賢治
- 色彩設計：舘繪美子
- 攝影監督：能代拓也
- 剪輯：關一彥
- 音響監督：蝦名恭範（日语：蝦名恭範）
- 音樂：伊藤五郎（日语：伊藤ゴロー）
- 音樂製作：Flying DOG
- 動畫製作：Seven Arcs
- 後援：義大利大使館（日语：イタリア大使館）[22]

### 主題歌
片頭曲
主唱、作詞：本真綾，作曲：水口浩次，編曲：河野伸
片尾曲
主唱：安野希世乃，作詞：西直紀、山本玲史，作曲：山本玲史，編曲：h-wonder

### 各話列表
| 話數 | 日文標題 | 中文標題     | 劇本     | 分鏡              | 演出     | 作畫監督                                | 首播日期      |
| ---- | -------- | ------------ | -------- | ----------------- | -------- | --------------------------------------- | ------------- |
| #01  |          |              | 吉田玲子 | 濱名孝行          | 齋藤昭裕 | 矢島陽介、西田美彌子、細田沙織          | 2020年 4月4日 |
| #02  |          | 新生活       | 吉田玲子 | 蔡欣亞            | 蔡欣亞   | 矢島陽介、藤田正幸、橋本貴吉            | 4月11日       |
| #03  |          | 第一份工作   | 吉田玲子 |                   | 菅野幸子 | 宮地聰子、藤田正幸、橋本貴吉            | 4月18日       |
| #04  |          |              | 吉田玲子 | 岩畑剛一          | 七星京   | 石井由美子、矢島陽介、細田沙織          | 4月25日       |
| #05  |          | 孽緣         | 鈴木貴昭 | 岩崎知子          | 安部元宏 | 橋本貴吉、藤田正幸 石井由美子、J-cube   | 5月2日        |
| #06  |          |              | 鈴木貴昭 | 齋藤昭裕 濱名孝行 | 山崎茂   | 宮地聰子、石井由美子 細田沙織、矢島陽介 | 5月9日        |
| #07  |          | 威尼斯的貴族 | 鈴木貴昭 | 石井由美子        | 須藤典彥 | 橋本貴吉、藤田正幸                      | 5月16日       |
| #08  |          | 新天地       | 吉田玲子 | 岩剛一            | 蔡欣亞   | 飯嶋友里惠、矢島陽介、藤田正幸            | 5月23日       |
| #09  |          | 惡童         | 吉田玲子 | 岩崎知子          | 菅野幸子 | 井戶田茜、石井由美子 飯嶋友里惠、橋本貴吉 | 5月30日       |
| #10  |          |              | 鈴木貴昭 | 粟井重紀          | 粟井重紀 | 細田沙織、藤田正幸 矢島陽介、井戶田茜   | 6月6日        |
| #11  |          |              | 吉田玲子 |                   | 安藤貴史 | 石井由美子、飯嶋友里惠、J-cube            | 6月13日       |
| #12  |          | 徒弟         | 吉田玲子 | 岩崎知子 濱名孝行 | 山崎茂   | 藤田正幸、矢島陽介 細田沙織             | 6月20日       |

### 播放平台
| 播放日期               | 播放時間                  | 播放電視台 | 播放地區   | 備註                                     |
| ---------------------- | ------------------------- | ---------- | ---------- | ---------------------------------------- |
| 2020年4月4日－6月20日  | 星期六 22時00分－22時30分 | TOKYO MX   | 東京都     | 製作參加                                 |
| 2020年4月6日－6月22日  | 星期一 24時30分－25時00分 | BS富士     | 日本全國   | 製作參加 BS/BS4K放送 『ANIME GUILD』時段 |
|                        | 星期一 26時59分－27時29分 | 讀賣電視台 | 近畿廣域圈 | 『MANPA』第3部                           |
| 2020年4月10日－6月26日 | 星期五 22時30分－23時00分 | AT-X       | 日本全國   | CS放送 有重播                            |
| 2020年4月14日－6月30日 | 星期二 26時00分－26時30分 | J:COM電視  | 日本國內   | CATV 『AniObi』時段                      |

網路電視由FOD獨家跟日本有線電視同時發佈。

| 播放地區                         | 播放平台                  | 播放日期              | 播放時間（UTC+8） | 字幕語言               | 備註   |
| -------------------------------- | ------------------------- | --------------------- | ----------------- | ---------------------- | ------ |
| 東盟、印度、孟加拉、尼泊爾、不丹 | Muse Asia YouTube頻道     | 2020年4月4日－6月20日 | 星期六 10時30分   | 簡體中文、英文         | [ 26 ] |
| 馬來西亞、汶萊                   | Muse Malaysia YouTube頻道 | 2020年4月4日－6月20日 | 星期六 10時30分   | 簡體中文、馬來文、英文 | [ 27 ] |
| 越南                             | Muse Việt Nam YouTube頻道 | 2020年4月4日－6月20日 | 星期六 10時30分   | 越南文                 | [ 27 ] |
| 香港、澳門                       | 木棉花香港 YouTube頻道    | 2020年4月4日－6月20日 | 星期六 10時30分   | 繁體中文               | [ 28 ] |

### 藍光&DVD
| 卷數 | 發行日期      | 收錄話數      | 規格編號  | 規格編號  |
| 卷數 | 發行日期      | 收錄話數      | 藍光      | DVD       |
| ---- | ------------- | ------------- | --------- | --------- |
| 1    | 2020年6月10日 | 第1話～第4話  | BSZD-8251 | 不適用    |
| 2    | 2020年7月8日  | 第5話～第8話  | BSZD-8252 | 不適用    |
| 3    | 2020年8月5日  | 第9話～第12話 | BSZD-8253 | 不適用    |
| BOX  | 2020年8月5日  | 第1話～第12話 | 不適用    | DSZD-8255 |

## 外部連結
- 《阿爾蒂》 （页面存档备份，存于） （日語）－月刊COMIC ZENON（日语：月刊コミックゼノン）作品官網。
- 電視動畫「阿爾蒂」官方網站 （页面存档备份，存于） （日語）
- 電視動畫「阿爾蒂」官方的X（前Twitter） （日語）
- 電視動畫「阿爾蒂」官方的Instagram帳戶 （日語）